# Metro van Luoyang
De metro van Luoyang is een vorm van openbaar vervoer in de Chinese miljoenenstad Luoyang. Twee lijnen met 33 stations op een traject van 43,5 km werden sinds maart 2021 in gebruik genomen. Het station Jiefang Road in het centrum van Luoyang biedt de mogelijkheid over te stappen tussen de twee lijnen.
De bouw van het metronetwerk, en meer specifiek lijn 1 en de eerste fase van lijn 2, werd in augustus 2016 goedgekeurd door de Nationale Commissie voor Ontwikkeling en Hervorming.
Lijn 1 is een oost-westlijn van metrostation Yángwān naar metrostation Hóngshān. De bouw begon op 28 juni 2017. Het werd geopend op 28 maart 2021. Lijn 1 is 25,3 kilometer lang met 19 stations. Lijn 2 is een noord-zuidlijn van metrostation Erqiao Road naar metrostation Balitang. De bouw begon op 26 december 2017. Het verbindt zowel het treinstation van Luoyang als het treinstation van Luoyang Longmen. De eerste fase van lijn 2 is 18,216 kilometer lang met 15 stations. De lijn is geopend op 26 december 2021.

## Lijnen
| Lijn | Eindbestemmingen       | Geopend | Lengte   | Stations |
| ---- | ---------------------- | ------- | -------- | -------- |
| 1    | Hongshan - Yangwan     | 2021    | 25,34 km | 19       |
| 2    | Erqiao Road - Balitang | 2021    | 18,22 km | 15       |

## Tarieven
Luoyang Subway hanteert kilometertarieven in functie van trajectlengte met minimaal 2 yuan voor elke afstand tot en met 6 kilometer, 3 yuan voor meer dan 6 kilometer en maximaal 14 kilometer, 4 yuan voor het afleggen van meer dan 14 kilometer en maximaal 22 kilometer. Als men meer dan 22 kilometer aflegt, wordt 1 yuan bovenop die 4 yuan in rekening gebracht voor elke extra 9 kilometer. De maximumprijs binnen het netwerk zoals afgewerkt in 2021 is vijf yuan. Daarnaast zijn er kortingen en vrijstellingen voor specifieke bevolkingsgroepen en leeftijdscategorieën.

## Ligging in stad

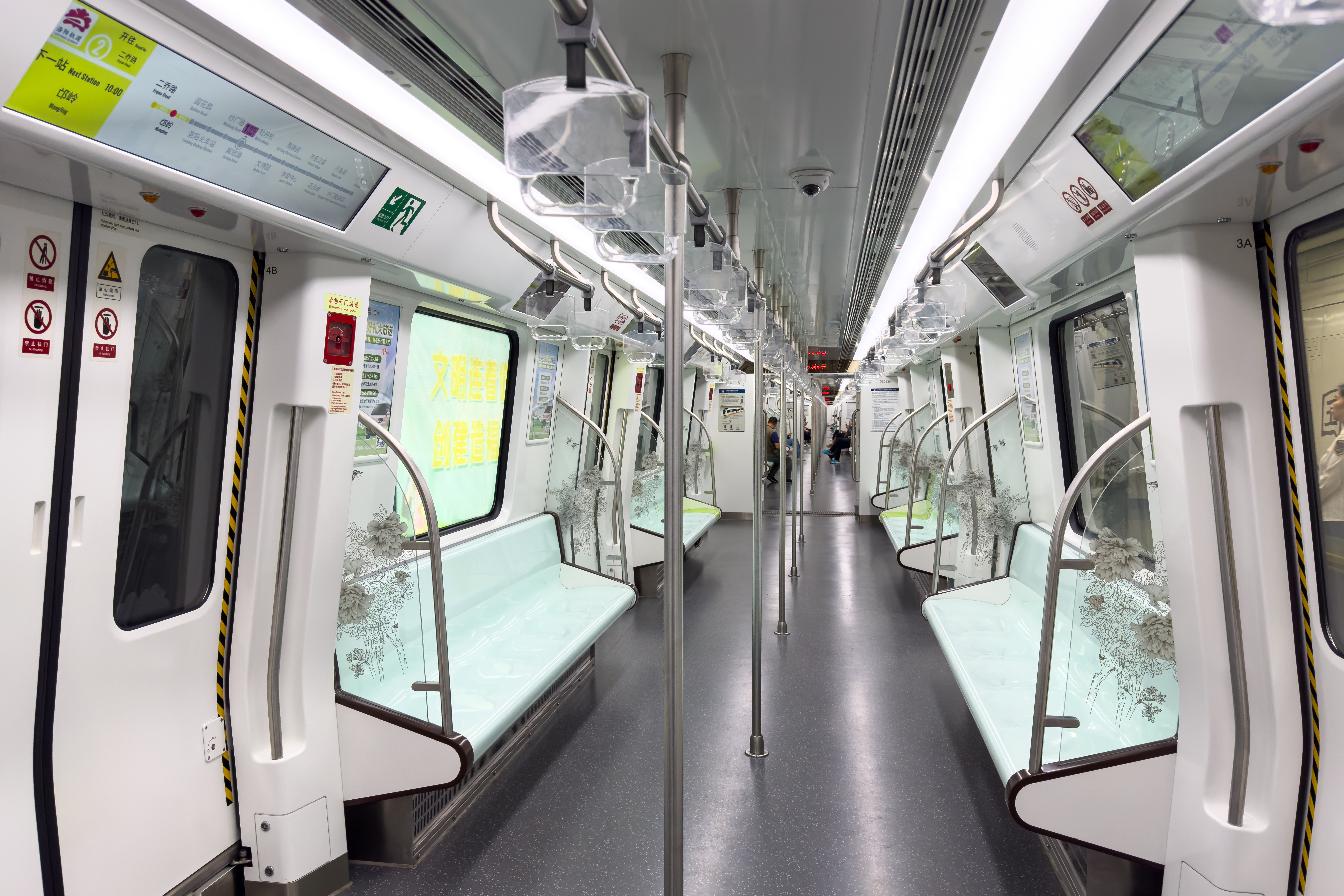
Interieur van een treinstel van metrolijn 2

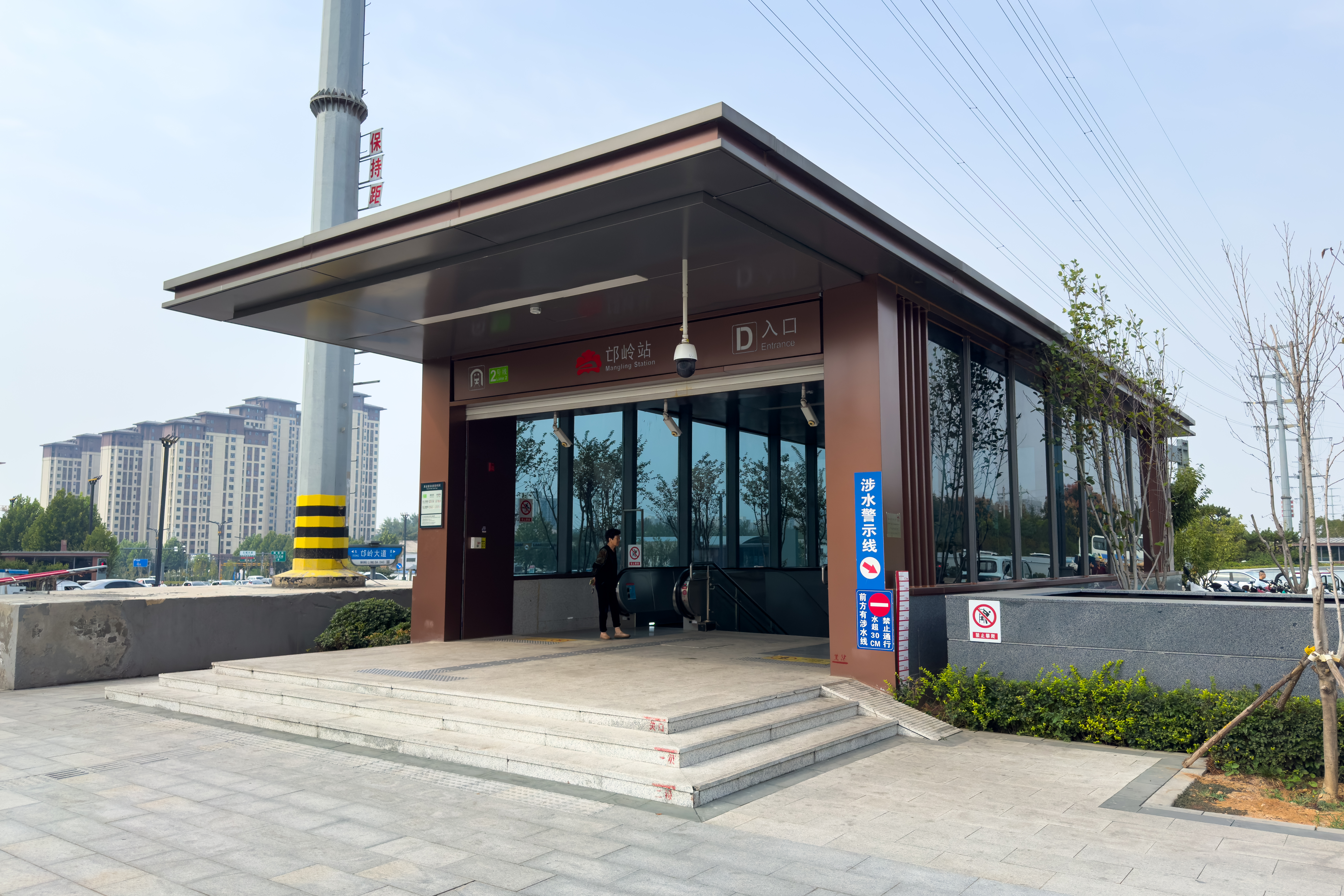
Toegang tot het metrostation Mangling